# Badminton World Federation
Koordinaten: 3° 3′ 13,4″ N, 101° 41′ 36,8″ O
Die Badminton World Federation (BWF) ist der Weltverband in der Sportart Badminton. Bis 2006 führte er den Namen International Badminton Federation (IBF).

## Geschichte
Der Verband wurde als International Badminton Federation (IBF) 1934 von Dänemark, England, Frankreich, Irland, Kanada, Niederlande, Neuseeland, Schottland und Wales gegründet. Er ging aus der 1893 entstandenen Badminton Association hervor. Erster Präsident war der All-England-Rekordhalter George Alan Thomas.
Das Hauptquartier befindet sich seit dem 1. Oktober 2005 in Kuala Lumpur, vorher war es in Cheltenham. Am 24. September 2006 erfolgte hier eine Umbenennung in Badminton World Federation. Als Abkürzung wird BWF genutzt. Am 15. Juni 2007 wurde im Rahmen des in Glasgow ausgetragenen Sudirman Cup das neue Logo der BWF präsentiert. Das Logo wurde im Rahmen eines Wettbewerbs, der vom 1. November 2006 bis 31. Januar 2007 lief, eingereicht. Der Indonesier Aboeb Luthfy gewann mit seinem Vorschlag den Wettbewerb.

## Mitgliedsverbände

Logo von 2007 bis 2012

| Region                     | Konföderation                           | Mitglieder (assoziiert) |
| -------------------------- | --------------------------------------- | ----------------------- |
| Kontinent                  | Kontinentalverbände                     | 5                       |
| Afrika                     | Badminton Confederation of Africa (BCA) | 46 (3)                  |
| Amerika                    | Badminton Pan Am (BPA)                  | 34 (3)                  |
| Asien                      | Badminton Asia Confederation (BAC)      | 43 (2)                  |
| Europa                     | Badminton Europe (BE)                   | 53 (1)                  |
| Ozeanien                   | Badminton Oceania (BO)                  | 14 (3)                  |
| Gesamt (Stand August 2024) | Gesamt (Stand August 2024)              | 195 (12)                |

## Trainingsstandorte
Die Badminton World Federation unterhält Trainingszentren in:
- Guangzhou, Volksrepublik China
- Saarbrücken, Deutschland
- Sofia, Bulgarien

Es werden bei den Trainingszentren unterschiedliche Schwerpunkte gesetzt. Saarbrücken wird als „Performance Center“ gelistet, während die anderen beiden Standort als so genannte „Development Center“ geführt werden.
Als Vision für die Zentren gilt:
„To be centres of excellence in the development and improvement of badminton using professional and scientific training programs for talented athletes/players to achieve Olympic standards, and to improve the standard of coaches.“

## Turniere
Die BWF organisiert regelmäßig die folgenden internationalen Turniere:
- Individual-Weltmeisterschaften (jährlich)
- Junioren-Weltmeisterschaften (seit 2007 jährlich)
- Olympische Spiele in Kooperation mit dem Internationalen Olympischen Komitee
- Sudirman Cup (Weltmeisterschaften der gemischten Teams (immer wenn die Jahresendzahl ungerade ist))
- Thomas Cup (Teamweltmeisterschaften der Herren (immer wenn die Jahresendzahl gerade ist))
- Uber Cup (Teamweltmeisterschaften der Damen (immer wenn die Jahresendzahl gerade ist))

## Präsidenten
| Nr. | Amtszeit    | Name                          | Nationalität           |
| --- | ----------- | ----------------------------- | ---------------------- |
| 1   | 1934 – 1955 | George Alan Thomas            | Vereinigtes Königreich |
| 2   | 1955 – 1957 | John Plunkett Dillon          | Irland                 |
| 3   | 1957 – 1959 | R. Bruce Hay                  | Vereinigtes Königreich |
| 4   | 1959 – 1961 | A. C. J. van Vossen           | Niederlande            |
| 5   | 1961 – 1963 | John D. M. McCallum           | Irland                 |
| 6   | 1963 – 1965 | Nils Peder Kristensen         | Dänemark               |
| 7   | 1965 – 1969 | David L. Bloomer              | Vereinigtes Königreich |
| 8   | 1969 – 1971 | Humphrey Farwell Chilton      | Vereinigtes Königreich |
| 9   | 1971 – 1974 | Ferry A. Sonneville           | Indonesien             |
| 10  | 1974 – 1976 | Stuart Wyatt                  | Vereinigtes Königreich |
| 11  | 1976 – 1981 | Stellan Mohlin                | Schweden               |
| 12  | 1981 – 1984 | Craig Reedie                  | Vereinigtes Königreich |
| 13  | 1984 – 1986 | Poul-Erik Nielsen             | Dänemark               |
| 14  | 1986 – 1990 | Ian D. Palmer                 | Neuseeland             |
| 15  | 1990 – 1993 | Arthur E. Jones               | Vereinigtes Königreich |
| 16  | 1993 – 2001 | Lu Shengrong                  | Volksrepublik China    |
| 17  | 2001 – 2005 | Korn Dabbaransi               | Thailand               |
| 18  | 2005 – 2013 | Kang Young-joong              | Südkorea               |
| 19  | 2013 – 2025 | Poul-Erik Høyer Larsen        | Dänemark               |
| 20  | seit 2025   | Khunying Patama Leeswadtrakul | Thailand               |

## Ehrungen
Die BWF vergibt folgende Ehrungen:
- Lifetime Achievement Award
- Hall of Fame

Der Empfänger muss sportlich oder administrativ in besonderer Art und Weise für den Badmintonsport tätig gewesen sein, sollte aber in der Regel seit mindestens 5 Jahren nicht mehr aktiv sein.
- Herbert Scheele Trophy

Wird vom Vorstand verliehen, ist eine Nachbildung der Herbert Scheele Trophy
- Distinguished Service Award

Wird vom Vorstand im Namen der Mitglieder der BWF in Anerkennung für lange und/oder bemerkenswerte Verdienste um den Badmintonsport weltweit vergeben. Die Ehrung besteht aus dem Zertifikat und einer Marke für den Jackenaufschlag,
Aktive Mitglieder des Vorstandes können nicht nominiert werden. Die Verdienste sollten außergewöhnlich sein und mehr als nur die normale Erfüllung von Aufgaben oder Teilnahme an Wettbewerben und dem Gewinn von Preisen sein. 75 dieser Zertifikate werden jährlich vergeben
- Meritorious Service Award

Wird vom Präsidenten der BWF verliehen in Anerkennung für lange und ehrenvolle Verdienste um den Badmintonsport.
Die Ehrung besteht aus einem Zertifikat und eine Marke für den Jackenaufschlag. Die Mitgliedsverbände haben das Vorschlagsrecht. Wenn es sich um international anerkannte Schiedsrichter handelt, liegt das Vorschlagsrecht beim technischen Komitee. Aktive Vorstandsmitglieder können nicht vorgeschlagen werden.
Die verfügbare Anzahl dieser Ehrung für die Mitgliedsverbände ist abhängig von der Anzahl der Mitglieder in dem Verband.
- Certificate of Commendation

Dieses Zertifikat wird verliehen an externe, auch geschäftliche Organisationen, die für mindestens drei Jahre signifikante Beiträge für den Badmintonsport geleistet haben. Badmintonvereine und andere Sportorganisationen wie zum Beispiel die Nationalen Olympischen Komitees kommen für diese Ehrung nicht in Betracht.
- Eddy Choong Player of the Year Award (bis 2007)

Der Vorstand der BWF ehrt jährlich einen Spieler oder eine Doppelpaarung, die in dem Zeitraum vom 1. Januar bis 31. Dezember im internationalen Badminton hervorragende Ergebnisse erreicht haben.
Das Recht zur Nominierung liegt bei den Mitgliedsverbänden und auch bei den Mitgliedern des Vorstandes. Allerdings sollte kein Mitgliedsverband mehr als eine Nominierung jährlich machen.
- Male and Female Player of the Year (seit 2008)
- Eddie Choong Most Promising Player of the Year  (seit 2008)
- Women in Badminton Award
- President’s Award

Wird vom Präsidenten des Weltverbandes für besondere Verdienste um den Badmintonsport verliehen. Ist eine Marke für den Jackenaufschlag.
- Certificate of Honour

Wird dem ehemaligen Präsidenten des Weltverbandes vom jeweiligen Nachfolger verliehen.

## Publikationen
- World Badminton

## Wachstum der BWF

### 1934
9 Mitglieder: Dänemark, England, Frankreich, Irland, Kanada, Niederlande, Neuseeland, Schottland, Wales

### 1935
10 Mitglieder: Aufnahme von Indien

### 1936
11 Mitglieder: Aufnahme von Australien

### 1937
13 Mitglieder: Aufnahme von Malaya und Schweden

### 1938
14 Mitglieder: Aufnahme der USA

### 1939
15 Mitglieder: Aufnahme von Mexiko und Norwegen; Austritt der Niederlande

### 1940
16 Mitglieder: Aufnahme von Südafrika

### 1942–1945
15 Mitglieder: Verbandsinaktivität durch Zweiten Weltkrieg; Austritt von Mexiko

### 1945
15 Mitglieder: Wiederaufnahme der Tätigkeit

### 1948
16 Mitglieder: Aufnahme von Nordrhodesien

### 1950
18 Mitglieder: Aufnahme von Belgien, Hongkong, Philippinen; assoziierte Mitglieder: Island, Isle of Man, Wales (Rückstufung zu assoziiertem Mitglied)

### 1951
19 Mitglieder: Aufnahme von Thailand

### 1952
21 Mitglieder: Aufnahme von Burma, Japan; Wiederaufnahme von Wales; Austritt von Nordrhodesien durch Anschluss an Südafrika

### 1953
27 Mitglieder: Aufnahme von Ceylon, Deutschland, Indonesien, Nepal, Pakistan; Wiederaufnahme der Niederlande

### 1954
31 Mitglieder: Aufnahme von Finnland, Jamaika, Malta und der Schweiz

### 1955
32 Mitglieder: Aufnahme von Portugal

### 1957
34 Mitglieder: Aufnahme von Österreich und Taiwan

### 1958
37 Mitglieder: Aufnahme von Nordborneo, Sarawak und der DDR

### 1959
38 Mitglieder: Aufnahme von Kambodscha

### 1960
41 Mitglieder: Aufnahme von Kenia, Uganda und Venezuela; assoziierte Mitglieder: Falklandinseln, Island, Kuwait, Mexiko, Trinidad

### 1961
42 Mitglieder: Aufnahme von Italien

### 1962
45 Mitglieder: Aufnahme von Bermuda und Südkorea; Wiederaufnahme von Mexiko

### 1963
46 Mitglieder: Aufnahme von Tanganyika

### 1964
46 Mitglieder: Aufnahme von Trinidad und Tobago und Vietnam; Austritt von Sarawak durch Anschluss an Malaya und Umbenennung Malayas in Malaysia, Abstufung von Bermuda zu assoziiertem Mitglied, Umbenennung Nordborneos in Sabah

### 1965
46 Mitglieder: Aufnahme von Suriname; Austritt von Sabah durch Anschluss an Malaysia

### 1966
46 Mitglieder: Aufnahme von Peru und Singapur; Austritt von Italien und Venezuela

### 1967
47 Mitglieder: Aufnahme der ČSSR

### 1968
48 Mitglieder: Aufnahme von Island

### 1969
46 Mitglieder: Austritt von Tanganyika und Vietnam

### 1970
50 Mitglieder: Aufnahme von Sambia und Ungarn, Wiederaufnahme von Tanganyika und Vietnam

### 1971
49 Mitglieder, 3 Kontinentalverbände, 16 assoziierte Mitglieder am Ende des Jahres 1971

### 1975
53 Mitglieder
Australien, Belgien, Burma, ČSSR, Dänemark, BRD, DDR, England, Finnland, Frankreich, Guyana, Hongkong, Indien, Indonesien, Irland, Island, Jamaika, Japan, Kambodscha, Kanada, KDVR, Kenia, Malaysia, Mexiko, Nepal, Neuseeland, Niederlande, Nigeria, Norwegen, Österreich, Pakistan, Peru, Philippinen, Polen, Portugal, Sambia, Schottland, Schweden, Schweiz, Singapur, Sri Lanka, Südafrika, Südkorea, Suriname, Taiwan, Tansania, Thailand, Trinidad und Tobago, UdSSR (1975), Ungarn, USA, Wales
Assoziierte Mitglieder: Aruba, Bermuda, Curaçao, Laos, Malawi, Malta, Mauritius, Slowenien, Venezuela

### 1985
62 Mitglieder

### 1990
69 Mitglieder

### 2006
150 Mitglieder

### 2008
164 Mitglieder inklusive 5 Kontinentalverbänden

### 2019
198 Mitglieder inklusive 5 Kontinentalverbänden und 7 assoziierten Mitgliedern

### 2020
Gambia wurde im Juli als 195. Mitglied aufgenommen.

### 2024
207 Mitglieder inklusive 5 Kontinentalverbänden und 12 assoziierten Mitgliedern
Afghanistan, Ägypten, Albanien, Algerien, Äquatorialguinea, Argentinien, Armenien, Aruba, Aserbaidschan, Äthiopien, Australien, Bahrain, Bangladesch, Barbados, Belarus, Belgien, Benin, Bermuda, Bhutan, Bolivien, Bosnien und Herzegowina, Botswana, Brasilien (≈1994), Brunei (1981), Bulgarien, Burkina Faso (2016), Burundi, Cayman Islands, Chile, China (1981), Cookinseln, Costa Rica, Curaçao, Dänemark, Deutschland, Djibouti, Dominikanische Republik, Ecuador, El Salvador, Elfenbeinküste, England, Eritrea, Estland, Eswatini, Falklandinseln, Färöer (1982), Fidschi, Finnland, Französisch-Guyana (assoziiert), Französisch-Polynesien, Frankreich, Gambia (2020), Georgien, Ghana (1976, Wiederaufnahme 1981), Gibraltar, Grenada, Griechenland, Grönland, Guadeloupe (assoziiert), Guam, Guatemala, Guinea, Guyana, Haiti, Honduras, Hongkong, Indien, Indonesien, Irak, Iran, Irland, Island, Isle of Man (assoziiert), Israel, Italien (1985 Neuaufnahme), Jamaika, Japan, Jemen (assoziiert), Jordanien, Kambodscha, Kamerun, Kanada, Kasachstan, Katar (≈2010), Kenia, Kirgisistan, Kiribati, Komoren, Kolumbien, Kongo, DR Kongo, Kosovo (2019), Kroatien (1992), Kuba, Kuwait, Laos, Lesotho (1999), Lettland, Libanon, Liechtenstein, Litauen, Luxemburg, Libyen, Macao (≈1982), Madagaskar, Malawi, Malaysia, Malediven, Malta, Marokko (1992), Martinique (assoziiert), Mauretanien, Mauritius (1986), Mayotte (assoziiert), Mexiko, Moldawien, Monaco, Mongolei (≈2000), Montenegro, Mosambik (1981), Myanmar, Namibia, Nauru, Nepal, Neukaledonien (assoziiert), Neuseeland, Niederlande, Niger, Nigeria, Nordkorea, Nördliche Marianen (assoziiert), Nordmazedonien, Norfolkinseln, Norwegen, Oman (assoziiert), Österreich, Osttimor (2003), Pakistan, Palästina, Panama, Papua-Neuguinea, Paraguay, Peru, Oman (assoziiert), Philippinen, Polen, Portugal, Puerto Rico, Réunion (assoziiert), Ruanda, Rumänien, Russland, Sambia, Samoa, Senegal, Schottland, Saudi-Arabien (2017), Schweden, Schweiz, Serbien, Seychellen, Sierra Leone, Simbabwe, Singapur, Slowakei (1993), Slowenien, Solomon Islands, Somalia, Spanien (1982), Sri Lanka, St. Helena, St. Lucia, Sudan, Südafrika, Südkorea, Suriname, Syrien, Tadschikistan, Taiwan, Tansania, Thailand, Togo, Trinidad und Tobago, Tschad (assoziiert), Tschechien (1993), Türkei (1991), Tonga, Tunesien, Turkmenistan, Tuvalu (2007), Uganda, Ukraine, Ungarn, Uruguay, USA, Usbekistan, Venezuela, Vereinigte Arabische Emirate (2016), Vietnam, Wallis und Futuna (assoziiert), Wales, Zentralafrikanische Republik (2003), Zypern
NOK ohne Badmintonverband (Nichtmitglieder)
Amerikanische Jungferninseln, Amerikanisch-Samoa, Andorra, Angola, Antigua und Barbuda, Bahamas, Belize, Britische Jungferninseln, Dominica, Gabun, Guinea-Bissau, Kap Verde, Liberia, Mali, Marshallinseln, Mikronesien, Nicaragua, Palau, St. Kitts und Nevis, St. Vincent und die Grenadinen, San Marino, São Tomé und Príncipe, Südsudan, Vanuatu